# The Daughter Also Rises
«The Daughter Also Rises» (укр. «І дочка сходить») — тринадцята серія двадцять третього сезону мультсеріалу «Сімпсони», прем'єра якої відбулась 12 лютого 2012 року у США на телеканалі «Fox».

## Сюжет
Барт і Мілгаус читають валентинки, і Мілгаус починає ревнувати, оскільки Барт отримав набагато більше. Щоб відволіктися, вони починають дивитися телевізор, шоу «Трощителі міфів». Вони вирішують також розбивати міфи. Наприклад, чи небезпечно користуватися мобільним телефоном на заправці. Щоб перевірити це, Мілгаус відкриває свій телефон, і, згодом той починає тріщати і він вибухає.
Несподівано у день святого Валентина Мардж як подарунок йому на свято дозволяє Гомеру провести час у чоловічій компанії з Бартом. У цей час Мардж з Лісою йдуть до ресторану на вечерю. Коли Мардж підходить до фуршету, Ліса помічає красивого хлопчика на ім'я Нік через щілину в стіні між їхніми столами. Обоє подобаються одне одному і починають зустрічатися.
Тим часом Барт і Мілгаус розбивають міфи у Спрінґфілдській початковій школі. Спочатку учні захоплюються розвінчаннями «міфів». Однак, зрештою, це виходить надто добре, і діти розчаровуються через відсутність чогось незвичного у школі. Тому Барт і Мілгаус вигадали спосіб знову зробити школу веселою, створивши міф про те, що завгосп Віллі є вовкулакою…
Тим часом Ліса продовжує спілкуватися з Ніком і розуміє, що закохана в нього. Мардж, яка дозволяє доньці запросити хлопчика на вечерю. За вечерею Нік переконує Мардж дозволити йому відвезти Лізу на продовольчу виставку. Мардж розуміє, що Ліса проводить занадто багато часу з Ніком, і сумує за їх з донькою дружбою. Водночас, вона неохоче відпускає її.
Збентежена цим, Ліса йде до дідуся за допомогою, щоб урвати поцілунок під шовковицею. Ейб погоджується підвезти закоханих, але за кілька миль від острова його зупиняє поліція. Далі пару підвозить Клітус. У човні до острова, Нік починає бути інакшим і змушує Лісу гребти. Дідусь розповідає Мардж і Гомеру, що він зробив, тому вони їдуть на острів, щоб зупинити Лісу.
Тим часом пара прибуває на острів. Коли вони збираються поцілуватися, Ліса розуміє, що зробить помилку, оскільки поцілунок під шовковицею має символізувати вічне кохання. Засумнівавшись, що вони зможуть присвятити одне одному ціле життя, вони вирішують розлучитися. Мардж, яка пройшлася по озеру у водних черевиках, прибуває на острів. Мардж втішає донечку, а потім цілує її під шовковицею, щоб нагадати їй про вічну любов матері та дочки.
Коли двоє починають повертатися на материк на водних черевиках, Гомер бере гідроцикл, щоб допомогти їм. Однак, увімкнувши його, він тоне. Гомер знову виходить на поверхню, щоб розтрощити міф про те, як не потонути товстуну, але одразу ж знову потрапляє у воду.

## Виробництво
Підсюжет серії пародіює програму «Руйнівники міфів» від «Discovery Channel», в якій ведучі та експерти зі спецефектів Адам Севідж і Джеймі Гайнеман (запрошені зірки у цьому епізоді) перевіряють правдивість різних міфів.
В епізоді розкрито походження шотландського персонажа завгоспа Віллі, яке раніше було предметом дебатів між Глазго та Абердіном, як рідне місто Віллі. Однак, у цій серії Віллі зізнається, що насправді родом з Керкволла.

## Цікаві факти і культурні відсилання
- Назва серії натхненна назвою роману «І сонце сходить» Ернеста Гемінґвея. Також показано, що Нік захоплюється книгами Гемінґвея[3].
- Коли Гомер і Барт стріляють один в одного бейсбольними м'ячами та грають в аркадні ігри, грає увертюда «Leichte Kavallerie» (укр. «Легка Кавалерія») Франца фон Зуппе[4].
- Ейб розповідає історію про Пірама і Фісбу.

## Ставлення критиків і глядачів
Під час прем'єри серію переглянули 4,26 млн осіб з рейтингом 2.0, що зробило її другим найпопулярнішим шоу на каналі «Fox» тієї ночі, після «Сім'янина».
Гейден Чайлдс з «The A.V. Club» дав серії оцінку C+, назвавши серію «безперечно посередньою» і «безглуздою», критикуючи відсутність гумору. Він також додав:
|  | Мабуть, важко зібрати воєдино серію, коли генератор сюжетів Сімпсонів виробляє такі випадкові частини, як «Руйнівники міфів», Гемінґвей, Майкл Сера та Пірам і Фісба. Однак було і багато епізодів Сімпсонів, яким вдалося так само випадково об'єднати елементи у цілісне ціле, яке також є смішним. Ніхто не вірить, що зробити це легко. З іншого боку, найкращі з 499 серій Сімпсонів підняли планку настільки високо, що посередні здаються надзвичайно поганими. |

Згідно з голосуванням на сайті The NoHomers Club більшість фанатів оцінили серію на 4/5 із середньою оцінкою 3,15/5.